# 에티엔 카르자
에티엔 카르자(프랑스어: Étienne Carjat, 1828년 3월 28일~1906년 3월 19일)는 프랑스의 사진가, 언론인, 풍자만화가이다. Le Diogène, Le Boulevard 지(誌)를 간행했다. 유명 정치인, 작가, 예술가의 초상 및 캐리커처를 제작한 것으로 널리 알려졌다. 1871년 10월에 찍은 아르튀르 랭보의 초상은 특히 유명하다. 대부분의 작품은 1923년 로스(Roth)에게 팔린 후 행방을 알 수 없다.